# فيكتور جيرالدو
فيكتور جيرالدو (بالإسبانية: Víctor Giraldo) هو لاعب كرة قدم كولومبي في مركز الدفاع، ولد في 30 سبتمبر 1985 في ميديلين في كولومبيا. لعب مع أتلتيكو ناسيونال وديبورتيس كوينديو وديبورتيفو كالي.

## وصلات خارجية
- فيكتور جيرالدو على موقع قاعدة بيانات كرة القدم.إي يو (الإنجليزية)
- فيكتور جيرالدو على موقع Soccerway.com (الإنجليزية)
- فيكتور جيرالدو على موقع AS.com (الإسبانية)